# FK Čelik Nikšić
Fudbalski Klub Čelik Nikšić (Фудбалски Клуб Челик Никшић) – czarnogórski klub piłkarski z siedzibą w Nikšiciu, działający w latach 1957–2019. Po sezonie 2018/19 klub wycofał się z rozgrywek Trećej ligi.  

## Stadion
Klub rozgrywał swoje mecze domowe na stadionie Stadion Željezare w Nikšiciu, który mógł pomieścić 2 tys. widzów.

## Sezony
| Sezon                          | Liga                                                 | Poziom | Miejsce |
| Federalna Republika Jugosławii |                                                      |        |         |
| 1999/00                        | Druga liga SR Јugoslavije – Grupa Zapad (Zachód)     | II     | 13      |
| 2000/01                        | Druga liga SR Јugoslavije – Grupa Jug (Południe)     | II     | 5       |
| 2001/02                        | Druga liga SR Јugoslavije – Grupa Jug (Południe)     | II     | 6       |
| 2002/03                        | Druga liga SR Јugoslavije – Grupa Jug (Południe)     | II     | 7       |
| Serbia i Czarnogóra            |                                                      |        |         |
| 2003/04                        | Druga liga Srbije i Crne Gore – Grupa Jug (Południe) | II     | 10      |
| 2004/05                        | Druga crnogorska liga                                | III    | 9       |
| 2005/06                        | Druga crnogorska liga                                | III    | 6 *     |
| Czarnogóra                     |                                                      |        |         |
| 2006/07                        | Druga liga                                           | II     | 10      |
| 2007/08                        | Druga liga                                           | II     | 2       |
| 2008/09                        | Druga liga                                           | II     | 10      |
| 2009/10                        | Druga liga                                           | II     | 8       |
| 2010/11                        | Druga liga                                           | II     | 8       |
| 2011/12                        | Druga liga                                           | II     | 1       |
| 2012/13                        | Prva liga                                            | I      | 3       |
| 2013/14                        | Prva liga                                            | I      | 3 **    |
| 2014/15                        | Treća liga – Srednja regija (grupa centralna)        | III    | 4       |
| 2015/16                        | Treća liga – Srednja regija (grupa centralna)        | III    | 1       |
| 2016/17                        | Druga liga                                           | II     | 9       |
| 2017/18                        | Druga liga                                           | II     | 12      |
| 2018/19                        | Treća liga – Srednja regija (grupa centralna)        | III    | 10      |

 * W wyniku przeprowadzonego 21 maja 2006 referendum niepodległościowego zadeklarowano  zerwanie dotychczas istniejącej federacji Czarnogóry z Serbią (Serbia i Czarnogóra). W związku z tym po sezonie 2005/06  wszystkie czarnogórskie zespoły wystąpiły z lig Serbii i Czarnogóry, a od nowego sezonu 2006/07 Čelik Nikšić przystąpiło do rozgrywek Drugiej crnogorskiej ligi.
 ** Po zakończeniu sezonu 2013/14 Čelik Nikšić wycofał się z rozgrywek Prvej ligi w sezonie 2014/15 (drużyna została rozwiązana).

## Sukcesy
- 3. miejsce Prvej crnogorskiej ligi (2): 2013 i 2014.
- mistrzostwo Drugiej crnogorskiej ligi (1): 2012 (awans do Prvej crnogorskiej ligi).
- mistrzostwo Trećej crnogorskiej ligi (1): 2016 (awans do Drugiej crnogorskiej ligi, po wygranych barażach).
- wicemistrzostwo Drugiej crnogorskiej ligi (1): 2008 (brak awansu do Prvej crnogorskiej ligi, po przegranych barażach).
- wicemistrzostwo Drugiej ligi SR Јugoslavije (1): 1998.
- wicemistrzostwo Crnogorskiej ligi (1): 1996 (awans do Drugiej ligi SR Јugoslavije).
- Puchar Czarnogóry:
  - zdobywca (1): 2012.
  - finalista (1): 2013.

## Europejskie puchary
Legenda do wszystkich tabel:
- Q – runda eliminacyjna, 1/16, 1/8, 1/4, 1/2 – odpowiednia faza rozgrywek, Grupa – runda grupowa, 1r gr – pierwsza runda grupowa, 2r gr – druga runda grupowa, F – finał, R – runda, PO – play-off
- k. – rzuty karne, los. – losowanie, Dogr. – dogrywka, w. – zasada bramek strzelonych na wyjeździe

| Sezon   | Rozgrywki   | Runda | Klub             | Dom | Wyjazd | Ogólnie |
| ------- | ----------- | ----- | ---------------- | --- | ------ | ------- |
| 2012/13 | Liga Europy | 1Q    | Borac Banja Luka | 1–1 | 2–2    | 3–3, w. |
| 2012/13 | Liga Europy | 2Q    | Metalurg Donieck | 2–4 | 0–7    | 2–11    |
| 2013/14 | Liga Europy | 1Q    | Budapest Honvéd  | 1–4 | 0–9    | 1–13    |
| 2014/15 | Liga Europy | 1Q    | Koper            | 0–5 | 0–4    | 0–9     |